# Elizabeth Cui
Elizabeth Cui (Auckland, 12 agosto 1997) è una tuffatrice neozelandese specialista nel trampolino 1 m, nel trampolino 3 m e nel sincro 3 m.

## Carriera
Dopo aver partecipato ai suoi primi campionati mondiali a Kazan' 2015, Elizabeth Cui è stata la prima tuffatrice neozelandese a rappresentare la propria nazione in questa disciplina ai Giochi olimpici da Barcellona 1992, piazzandosi in 24ª posizione nel trampolino 3 m a Rio de Janeiro 2016.